# Jesús López Cobos
Jesús López Cobos (Toro, 25 de febrero de 1940-Berlín, 2 de marzo de 2018) fue un director de orquesta español.
López Cobos fue el primer director de orquesta español que subió al podio de La Scala de Milán, del Covent Garden de Londres, de la Ópera de París y del Metropolitan de Nueva York. También fue director general de la Ópera de Berlín (1981-1990), director de la Orquesta Nacional de España (1986-2000) y de la Orquesta Sinfónica de Cincinnati (1990-2000). Se encargó asimismo de dirigir la Orquesta Sinfónica de RTVE y el Coro Nacional, junto a su hijo, Lorenzo Ramos (Director por entonces del Coro Nacional, al que también dirigió durante la ceremonia), en la boda del rey Felipe y Doña Letizia (2004) además de ser el director musical del Teatro Real de Madrid y director titular de la Orquesta Sinfónica de Madrid (2003-2010). En 2011 volvió a dirigir producciones en la Ópera Alemana de Berlín.
Su bagaje profesional ha sido galardonado a nivel nacional e internacional. En España, destaca por haber sido el primer director de orquesta que recibió el Premio Príncipe de Asturias de las Artes (1981), también consiguió la Medalla de Oro al mérito en las Bellas Artes (2001) y Premio de las Artes de Castilla y León (2012), además del nombramiento como director emérito de la Orquesta Sinfónica de Castilla y León. Entre los reconocimientos internacionales, destacan la Cruz al Mérito de Primera Clase de la República Federal de Alemania “por sus servicios a la cultura de dicho país” y el título oficial de la Orden de las Artes y las Letras de Francia.
Su discografía incluye un importante número de grabaciones para Philips, Decca, Virgin, Teldec, Telarc, Denon, Claves o Cascavelle, y con la Orquesta de Cincinnati grabó en exclusiva para Telarc obras de Falla, Ravel, Bizet, Franck, Mahler, Respighi, Villa-Lobos o Shostakóvich.

## Biografía
López Cobos nació el 25 de febrero de 1940 en la localidad zamorana de Toro. A los diez años ingresó en el Seminario Diocesano de Málaga. En esta ciudad cantó en el coro de la catedral y realizó sus primeros estudios de música en el conservatorio que posteriormente continuó en el Real Conservatorio de Madrid. Estudió Filosofía y Letras en 1964 en la Universidad Complutense de Madrid, y se diplomó en Composición en 1966, además de dar comienzo a su carrera al frente de los coros de la universidad, siendo galardonado con diversos premios como fundador y director de la Coral Universitaria de Madrid. Más adelante, inició los estudios de Dirección de Orquesta en Alemania, concluyéndolos en Nueva York. En 1968, ganó el Primer Premio en el famoso Concurso Internacional de Jóvenes Directores de Orquesta de Besanzón.
Debutó como director de orquesta en Venecia en 1969. A partir de ese momento consiguió dirigir la mayoría de las orquestas sinfónicas y filarmónicas del mundo como director invitado. Entre 1981 y 1990 López Cobos fue director general de Música de la Ópera de Berlín, entre 1984 y 1988 Director de la Orquesta Nacional de España, entre 1986 y 2000 Director de la Orquesta Sinfónica de Cincinnati y entre 1990 y 2000 director principal de la Orquesta de Cámara de Lausana. Desde 2003 hasta 2010 fue el director musical del Teatro Real de Madrid, y, hasta su fallecimiento, fue director principal invitado de la Orquesta Sinfónica de Galicia. El 21 de junio de 2013, dirigió las nueve sinfonías de Beethoven con cuatro orquestas distintas en el Auditorio Nacional de Música en Madrid.
Falleció el 2 de marzo de 2018 en su residencia de Berlín (Alemania) de un cáncer. Sus restos fueron trasladados a su ciudad natal de Toro, donde fueron enterrados en el monasterio de Sancti Spiritus el Real.

## Premios
Entre los muchos premios que le fueron otorgados, se incluyen la Cruz del Mérito, Primera Clase, de la República Federal de Alemania por sus destacadas contribuciones a la cultura alemana, y el gobierno de Francia lo instaló como Oficial de la Orden de las Artes y las Letras. También fue honrado por su propio país por sus logros artísticos en dos ocasiones: una vez como el primer ganador del Premio Príncipe de Asturias, que le fue otorgado en 1981, y ya en 2001, la Medalla de Oro al mérito en las Bellas Artes. López-Cobos también era doctor honoris causa de la Universidad de Cincinnati.
| Predecesor: - | Premio Príncipe de Asturias de las Artes 1981 | Sucesor: Pablo Serrano |